# Яростна битка
„Яростна битка“ (на английски: Gun Fury) е уестърн на режисьора Раул Уолш, който излиза на екран през 1953 година.

## Сюжет
Обикновеното пътуване с дилижанс на бъдещите съпрузи Дженифър (Дона Рийд) и Бен (Рок Хъдсън), ще се превърне в яростна битка за оцеляването им. В дилижанса пътуват и главатарите на опасна банда, която иска да отвлече пътуващо в каса злато, но и Дженифър, която шефът на бандата Франк Слейтън (Филип Кери) харесва…

## В ролите
| Актьор         | Роля            |
| -------------- | --------------- |
| Рок Хъдсън     | Бен Уорън       |
| Дона Рийд      | Дженифър Боуард |
| Филип Кери     | Франк Слейтън   |
| Лео Гордън     | Джес Бърджис    |
| Роберта Хайнес | Естела Моралес  |
| Лий Марвин     | Блинки          |
| Невил Бранд    | Бразос          |
| Рей Томас      | Док             |